# بيلي بوش
ويليام هال بوش (من مواليد 13 أكتوبر 1971) مذيع أمريكي سابق للإذاعة والتلفزيون ، وعضو من عائلة بوش ، التي تضم رئيسين سابقين للولايات المتحدة وشخصيات سياسية أخرى.

## روابط خارجية
- بيلي بوش على موقع IMDb (الإنجليزية)
- بيلي بوش على موقع ميوزك برينز (الإنجليزية)
- بيلي بوش على موقع إن إن دي بي (الإنجليزية)
- بيلي بوش على موقع قاعدة بيانات الفيلم (الإنجليزية)
- بيلي بوش في قاعدة بيانات الأفلام على الإنترنت